# Eugène Jouve
Eugène Jouve (* 15. März 1813 in Lyon; † 13. September 1887, ebenda) war ein französischer Journalist und Kriegsberichterstatter.

## Biografie
Jouve erreichte im Frankreich der 1850er Jahre große Bekanntheit durch seine Korrespondenzen, die im Courrier de Lyon erschienen (wo er auch als Redakteur tätig war). Insbesondere seine Kriegsberichterstattung aus dem Krimkrieg, die auch in Buchform erschien, machte seinen Namen bekannt. Über den Sommer 1854 pendelte Jouve südlich und nördlich der wallachisch-osmanischen Donaugrenze und berichtete über die dortigen Ereignisse, etwa über die Einnahme von Giurgiu durch Abteilungen der türkischen Armee, die teils von britischen Offizieren befehligt wurden. Im Allgemeinen sind seine Berichte von großer Relevanz für die Vorgänge im heutigen Rumänien und Bulgarien während des ersten Jahres des Krimkriegs, zumal seine Schreiben oft eher als Reiseschilderungen denn als eigentliche Kriegsberichte angelegt sind. Ein zeitgenössischer Kritiker, Amédée Pichot (1795–1877), nannte Jouves Berichte "eine ganze Odyssee und eine Ilias in einem" und bescheinigte ihm, er schildere die Ereignisse mit einer Klarsichtigkeit, die "zugleich eine geschichtliche als auch eine philosophische Tragweite" habe.
Andere Reisen führten Jouve nach Mexiko, Brasilien und in die USA. In den USA besuchte er zweimal die Niagara-Fälle.
In einigen seiner Beiträge zum Courrier de Lyon trat Jouve auch als Kunst- und Literaturkritiker in Erscheinung; andere waren Lyoner Lokalnachrichten und örtlichen Vorgängen gewidmet.
Jouves Leben und Werk sind bislang schlecht recherchiert und von der modernen Forschung kaum aufgearbeitet.

## Im Urteil von Zeitgenossen
Maxime du Camp (1822–1894), selbst ein bekannter Reiseschriftsteller – er hatte im Jahr 1851 Gustave Flaubert auf einer Reise nach Ägypten begleitet –, urteilte wie folgt über Jouves Berichte aus dem Krimkrieg:
| « Eugène Jouve n'est point un voyageur enthousiaste, tant s'en faut. Il est mécontent de tout, des villes, des paysages, des palais et des maisons; rien ne trouve grâce devant lui, ni Smyrne, ni Constantinople. Il se moque de ceux qui se sont fait un Orient idéal, sans s'apercevoir que lui-même s'était bâti un Orient fantastique, et que sa mauvaise humeur vient de ce que la réalité détruit ses illusions. Il a rêvé sans doute pour les villes musulmanes des rues semblables à la rue de Rivoli, et il s'indigne, avec une ingénuité assez comique, contre les ruelles escortées de maisons de bois qu'il est contraint de traverser, et qu'il décrit avec force épithètes désobligeantes. Il n'appartient pas à la classe des voyageurs naïfs qui ressentent l'impression et la gardent précieusement en eux comme un bon souvenir. (…) En outre, c'est, à notre avis, prouver peu de jugement que de vouloir rencontrer sur la terre du vieil Orient des villes semblables à Lyon, à Paris, et même à cette Alger que nous avons rendue française. M. Eugène Jouve ne respecte rien. (…) Son livre est vif et rapide; il va vite, ne s'arrête à aucune rêverie, à aucune pensée un peu élevée; il court toujours au sarcasme et le rencontre parfois très-heureusement. C'est l'Orient vu un peu à rebours, de parti pris de trouver tout mauvais. Tout cela est un peu superficiel, peut-être mais c'est très-spirituel, et souvent très-amusant. » | „Herr Eugène Jouve ist kein von Enthusiasmus beseelter Reisender, ganz im Gegenteil. Er ist mit allem unzufrieden: den Städten, den Landschaften, den Palästen und den Häusern; nichts findet Gnade vor ihm, weder Smyrna noch Konstantinopel. Er macht sich über diejenigen lustig, die sich einen idealen Orient zurechtkonstruiert haben, ohne zu bemerken, dass auch er selbst sich einen phantastischen Orient zusammengebastelt hat und dass seine miesepetrige Laune daher rührt, dass die Wirklichkeit seine Illusionen zunichte macht. Ohne Zweifel hat er davon geträumt, in den muslimischen Städten auf Strassen zu treffen, die der Rue de Rivoli ähneln, und er empört sich, mit einer sehr lustig anmutenden Naivität, über die von Holzhäusern endlos flankierten Gässchen, die er durchschreiten muss und die er mit äußerst abfälligen Beschreibungen würdigt. Er gehört nicht zu jener Klasse von einfältigen Reisenden, die einfach ihre Erfahrungen auf sich wirken lassen und sie dann wie einen wertvollen Besitz als gute Erinnerung in sich bewahren. (…) Es zeugt außerdem, nach unserer Ansicht, von geringer Urteilskraft, wenn man erwartet, auf dem Boden des alten Orients auf Städte zu treffen, die Lyon, Paris oder sogar Algier (das wir inzwischen durch und durch französisch gemacht haben) ähneln. Herrn Eugène Jouve ist nichts heilig. (…) Sein Buch ist lebhaft und springt von einem Thema zum nächsten; er prescht schnell dahin und hält sich mit keiner Träumerei auf, mit keinem Gedanken, der ein bißchen erhaben wäre; er nimmt stets zum Sarkasmus Zuflucht und begegnet ihm manchmal sehr glücklich. Wir bekommen da einen Orient präsentiert, der ein bißchen gegen den Strich gebürstet ist, beschrieben mit der Vorerwartung, alles schlecht zu finden. Das ist vielleicht alles ein bißchen oberflächlich, aber es ist sehr geistreich und oft sehr amüsant.“ |

## Schriften
- Voyage en Amérique. 2 Bände. V. Mougin-Rusand, Lyon 1853–55
- Voyage de Marseille à Constantinople. V. Mougin-Rusand, Lyon 1854
- Lettres sur la guerre d'Orient. V. Mougin-Rusand, Lyon 1854 (Gallica)
- Guerre d'Orient. Voyage à la suite des armées alliées en Turquie, en Valachie et en Crimée. 2 Bände. A. Delhomme, Paris 1855 (Gallica: Band I) (Gallica: Band II)
  - Italienische Ausgabe: Storia completa della guerra d'Oriente narrata da Eugenio Jouve con documenti officiali [!] ed i trattati di pace. Filippo de Bonis, Livorno 1857 (Google)
- Lettres sur l'Exposition universelle de 1855. V. Mougin-Rusand, Lyon 1855 (Gallica)